# Socialistické sjednocení
Socialistické sjednocení bylo sdružení dvou politických stran – Neodvislé sociálně demokratické strany (NRSDS) a Nezávislé socialistické strany (NSS). Existovalo v letech 1923 až 1924, ke konečné fúzi ovšem nakonec nedošlo.

## Stručné dějiny Socialistického sjednocení

### Vznik a vývoj
Pojem Socialistické sjednocení se původně používal pro společný poslanecký klub NRSDS a NSS, vytvořený poté, co byli čtyři poslanci Národních socialistů vyloučeni ze strany (březen 1923). Společný poslanecký klub tedy nyní tvořili za z NRSDS Vilém Brodecký, Vincenc Charvát, Robert Klein a za NSS Bohuslav Vrbenský, Luisa Landová-Štychová, Theodor Bartošek a Václav Draxl.
V září Socialistické sjednocení kandidovalo v obecních volbách, obě strany měly paritní zastoupení kandidátů. Sdružení získalo celkem 21 578 hlasů a 256 mandátů v obecních zastupitelstvech. 10 kandidátů získalo starostenské posty.
9. prosince 1923 se konala zemská konference organizací Socialistického sjednocení. Plánovala se konečná fúze NRSDS s NSS, která měla proběhnout příští rok. Mezitím ale vypukly spory o další ideové směřování hnutí. Vytvořily se dva hlavní tábory:
- směr kolem Landové Štychové a Vrbenského prosazoval úzkou spolupráci s KSČ a vytvoření jednotné fronty. Programově se pohyboval zhruba v intencích radikálního programu, který přijali národní socialisté v dubnu 1918. Koketoval též s přijetím do komunistické internacionály. Tento směr se mohl opřít o relativně silné mládežnické hnutí NSS.

- směr kolem bývalých členů NRSDS byl málo radikální, s jednotnou frontou s KSČ nesouhlasil (ostatně vznikl přece odštěpením ze soc. dem. levice), hlásil se k reformistické politice (zhruba ve stylu tehdejší soc. dem. očištěné od levice), odmítal marxismus.

K rozkladu Socialistického sjednocení ale přispělo též vědomí slabosti hnutí. Na I. sjezdu Socialistického sjednocení, konaném 28. – 29. června 1924 tak NRSDS s NSS fúzi odmítla. NSS reagovala přejmenováním Socialistického sjednocení na Nezávislou socialistickou stranu dělnickou, kterou tvořili z valné části pouze členové NSS.

### Reálná síla strany
Proti Socialistickému sjednocení vedli zuřivou kampaň v první řadě národní socialisté, kterým šlo hlavně o to, aby zabránili odlákání svých členů. V srpnu 1923 se ale na konferenci důvěrníků Socialistického sjednocení ukázalo, že nástup nové strany neproběhl špatně. Na konferenci dorazilo 152 delegátů zastupujících 172 organizací politických, 15 organizací mládeže, 20 samostatných zemských rad. Celkem strana disponovala asi 15 000 členy.
Většinu členstva ovšem dodala NSS. Také díky ní mělo Socialistické sjednocení slušný vliv na hornickém severu a severovýchodě.
Socialistické sjednocení za krátkou dobu své existence přes vnitřní rozpory spolupracovalo s KSČ na různých společných akcích (mítinky, demonstrace, stávky, veřejné schůze atd.), což byl ostatně předstupeň k následnému sloučení Nezávislé socialistické strany dělnické s KSČ.
Ve volbách do pražského zastupitelstva v roce 1923 získalo Socialistické sjednocení 3 752 (1,01 %) hlasů a jeden mandát.